# ديرفيني (كورينثيا)
ديرفيني (Δερβένι) هي مدينة في كورينثيا في مقاطعة كينتريكي إلادا في اليونان.
يبلغ عدد سكانها حوالي 1276 نسمة.